# Königreich Pontos

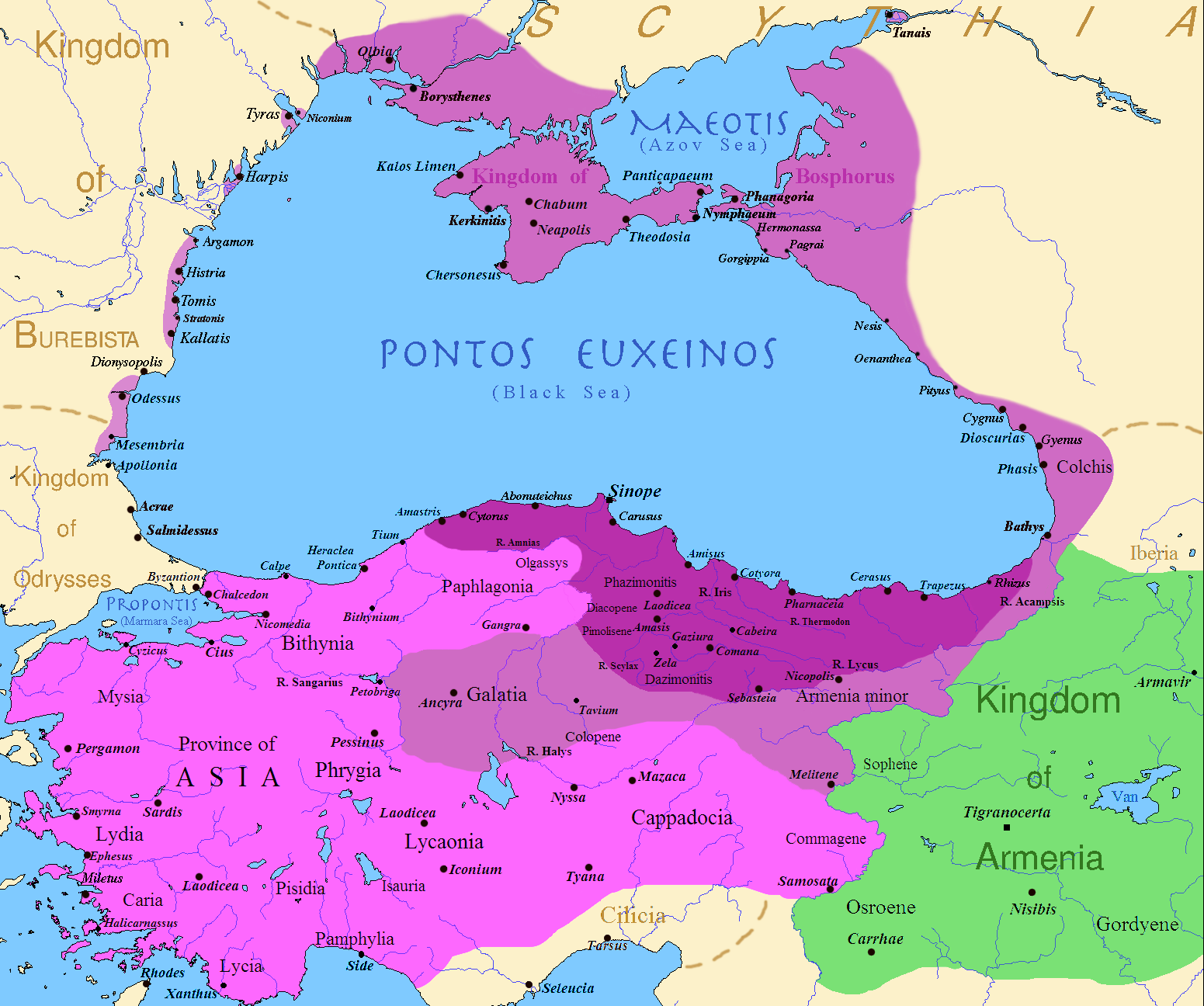
Größte Ausdehnung von Pontos unter Mithridates VI.

Das Königreich Pontos lag an der Südküste des Schwarzen Meeres. Es wurde von Mithridates I. Ktistes im 3. Jahrhundert v. Chr. gegründet und existierte bis ins 1. Jahrhundert v. Chr. Das Königreich erreichte seine größte Ausdehnung unter der Herrschaft von Mithridates VI., der Kappadokien, Bithynien, Galatien, Kolchis, die römische Provinz Asia und das Bosporanische Reich kontrollierte. Nach einem langen Machtkampf zwischen dem Römischen Reich und Pontos wurde das Königreich schließlich zum Teil in das Römische Reich eingegliedert und existierte dort als Provinz Bithynia et Pontus weiter. Der östliche Teil von Pontos bestand als Klientelkönigreich Roms weiter bis zur Aufhebung unter Nero.

## Unsichere Eckdaten
Ein Königreich wird über seine Könige definiert. Im Fall des Königreiches Pontos ist die Anzahl und die Reihenfolge der Könige bis zum heutigen Tag nicht vollständig geklärt. Zu den offenen Fragen gehören eindeutige Regierungszeiten und – als Folge davon – die Zuordnung von einzelnen überlieferten Handlungen. Die etablierte Meinung der Wissenschaft stützt sich auf die Überlieferung von Georgios Synkellos, der in seiner Weltchronik 218 Jahre Herrschaft der pontischen Könige aufführt. In einer Konstruktion nimmt man den Tod von Mithridates VI. als das Ende des Königreichs Pontos an. Damit hätte das Reich von 281 v. Chr. bis 63 v. Chr. existiert.

## Geschichte

### Wurzeln des Königreichs
Vom Pontos Euxeinos, dem Schwarzen Meer, wanderte der Begriff Pontos an dessen südöstliche Küste und zur Region, die von den Mithridaten im 3. Jahrhundert bis Mitte des 1. Jahrhunderts zu einer gesellschaftlichen Struktur geformt wurde. Pontos ist ein Begriff für Raum (Geografie) und Territorium (Politik). Die Herkunft eines pontischen Volks liegt im Dunklen. Als Pontier bezeichneten sich die Bewohner des Gebiets erst, als die Römer nach dem Ende des Königreichs das Gebiet als Provinz annektierten.
Die Spuren der Vorfahren der pontischen Könige führen nach Kios, einer kleinen Stadt am Südufer des Marmarameers in Mysien. Die Mithridatische Dynastie ist vom griechischen Geschichtsschreiber Diodor an drei Stellen überliefert. Er erwähnt in einer der drei Stellen die Ermordung eines Angehörigen der königlichen Familie namens Mithridates durch Antigonos I. Monophthalmos. Dieser Mithridates habe 35 Jahre über Kios in Mysien geherrscht. Sein Nachfolger mit dem gleichen Namen habe die Herrschaft auf Kappadokien und Paphlagonien ausgedehnt. Diodor verwendet dafür die Wörter „Dynastie“ und an anderer Stelle „Königreich“. Diese Bezeichnungen deuten nicht auf Satrapien hin. Zudem wird Kios nicht als Teil eines persischen Lehen bezeichnet und es gibt keine Hinweise auf Satrapen oder auf eine persische Dynastie. Die über lange Zeit etablierte Meinung der Forschung konnte die Bedeutung dieser Indizien nicht einordnen und sprach daher immer von den Satrapen von Kios. Auch ein anderer Aspekt wurde bis anhin nicht beachtet. Das tributpflichtige Kios zahlte nämlich eine Steuer, die im Vergleich zu anderen Städten sehr bescheiden gewesen ist. Nachdem dieser Umstand in das Bewusstsein der Forschung getreten war, schloss man daraus, dass die Stadt keine große wirtschaftliche und politische Bedeutung gehabt habe.
Das Königreich der Mithridatischen Dynastie konnte sich also nicht nur auf kleine Städte wie Kios beschränken, wie bisher angenommen, sondern – so die Schlussfolgerung – erstreckte sich über ganz Mysien in der Form eines vererbbaren Fürstentums.
Das Herrschaftsgebiet der Mithridaten reichte aber noch weiter. Polybios beschreibt es dem Schwarzen Meer entlang, ein Gebiet, das ihnen von Dareios I. übergeben worden war. Es ist die Region Mariandynien mit ihrem Zentrum Bithynion, das spätere Claudiopolis. Zur gleichen Zeit herrschte Ariarathes I. als Satrap über Kappadokien. Es sieht so aus, als ob das spätere Gebiet des Königreichs Pontos ursprünglich von diesen zwei Familien beherrscht worden ist.

#### Stammbaum der Mithridaten
Von Justin, der sich auf Pompeius Trogus stützt, stammen die Äußerungen von Mithridates VI. Eupator, der seine Familie mütterlicherseits auf Alexander den Großen und Seleukos I. und väterlicherseits auf Kyros II. und Dareios I. zurückführt. Dieser Anspruch auf königliche Linien wurde ihm von den Historikern bis vor kurzem abgesprochen. Stattdessen griff man auf den phrygischen Satrapen Ariobarzanes zurück und baute mit dem wenigen vorhandenen Quellenmaterial einen Stammbaum der Mithridaten, der in der Folge zu vielen Ungereimtheiten führte, die nie vollständig aufgelöst werden konnten.
Eine neuere Studie arbeitet mit dem gleichen Quellenmaterial, setzt das Material aber neu zusammen und kommt zu einer völlig neuen Interpretation, die dem Anspruch von Mithridates VI. Eupator recht geben könnte. Das Besondere ist die Tatsache, dass sie mit ihrer Hypothese alle Quellen in Übereinstimmung bringt. Der Stammbaum von Bosworth und Wheatley ist mit leichten Änderungen in der folgenden Grafik dargestellt.

### Die Zeit der Könige
Der Begriff „Königreich Pontos“ oder „pontisches Königreich“ wurde von der Nachwelt erschaffen. Die Könige selber und Zeitgenossen haben diesen Begriff nicht verwendet, sondern sprachen vom „Reich des Königs“. Es gehört zur persischen Tradition, dass die Abstammung und nicht das Territorium einem König seinen Titel verleiht.
Die Herausbildung der griechisch-iranischen Monarchie hat das Territorium in der Folge stark geprägt und ihm eine Identität gegeben. Der „pontische“ Name wurde ihm wahrscheinlich von den Persern oder den Seleukiden gegeben. Noch Polybios spricht aber von einem pontischen Kappadokien, als er über die Hochzeit von Antiochos III. mit Laodike, der Tochter Mithridates’ II. berichtet, und Strabon erzählt: „Was Kappadokien betrifft: Es kam, von den Persern in zwei Satrapien geteilt, in den Besitz der Makedonen, die es teils gern, teils ungern geschehen ließen, dass aus den Satrapien Königreiche wurden; von diesen nannten sie das eine ‚Kappadokien‘ im engeren Sinne oder ‚Kappadokien am Tauros‘ oder gar ‚Großkappadokien‘, das andere ‚Pontos‘ (Andere, ‚Kappadokien am Pontos‘).“ Erst Gaius Iulius Caesar überliefert als erste römische Quelle „einen Triumph ex Ponto“.
Die Könige schufen in ihrem Reich eine einheitliche Verwaltung und strukturierten das Gebiet mit wirtschaftlichen, militärischen und religiösen Zentren. „Trotz einer Vielzahl von Sprachen, Traditionen und Lebensweisen müssen wir annehmen, dass zum Zeitpunkt des Todes Mithridates’ VI. Eupator das pontische Reich eine gewisse Symbiose aus griechischen, iranischen und anatolischen Elementen erreicht hatte, die als ‚pontisch‘ bezeichnen werden können.“

#### Mithridates I. Ktistes

Alter Orient um 300. v. Chr.

Mithridates Ktistes gilt als der Begründer des Königreichs, dessen genaue Geburtsstunde nicht geklärt ist. Er kämpfte in den Diadochenkriegen auf der Seite von Eumenes und wechselte nach der Schlacht von Gabiene auf die Seite von Antigonos I. Monophthalmos. Im Jahr 302 v. Chr. flüchtete er aufgrund der Warnung seines Freundes Demetrios nach Paphlagonien, wo er zwischen 302 und 266 v. Chr. herrschte. In diesem Zeitraum proklamierte er sich als ersten König von Pontos.

#### Ariobarzanes
Über Ariobarzanes’ Regierungszeit ist nur wenig bekannt. Er dürfte die letzten Herrschaftsjahre seines Vaters mit ihm geteilt haben. Er wird im Zusammenhang mit der Eroberung von Amastris und bei Geschäften mit den Galatern genannt.

#### Mithridates II.
Der Sohn des Ariobarzanes, Mithridates II., war noch ein Kind, als sein Vater starb. Die Galater versuchten die Schwäche des Reichs auszunutzen und überquerten die Grenzen von Pontos. Der Angriff wurde mit Hilfe von Herakleia Pontike zurückzuschlagen. Um sein Land außenpolitisch zu festigen, betrieb Mithridates II. später eine aktive Heiratspolitik. Er selber heiratete die Schwester Seleukos’ II. und verheiratete seine Töchter sowohl mit Seleukos’ Sohn Antiochos III. als auch mit Antiochos Hierax. Die königlichen Wurzeln der Mithridatischen Familie könnten der Hintergrund der Hochzeiten zwischen den Seleukiden und einer zur damaligen Zeit unbekannten nicht-griechischen Königsfamilie gespielt haben. Im Bruderstreit zwischen Antiochos Hierax und Seleukos II. unterstützte Mithridates II. Antiochos Hierax und siegte zusammen mit ihm in der Schlacht von Ancyra. Das genaue Todesjahr des dritten pontischen Königs ist nicht bekannt.

#### Mithridates III.
Über die Herrschaftszeit von Mithradates’ Sohn Mithradates III. sind nur wenige Informationen überliefert. Manche Wissenschaftler vermuten, er sei mit Mithridates II. identisch. Das würde aber zu einer Herrschaftszeit von Mithridates II. führen, die unwahrscheinlich lang ist. Zum Zweiten würde die von Plutarch und Appian überlieferten Anzahl pontischer Könige von acht nicht eingehalten. Als letztes können die fünf Felsengräber in Amaseia, von denen das letzte unbeendet ist und Pharnakes zugeschrieben wird, nicht zugeordnet werden.

#### Pharnakes I.

Alter Orient 200 v. Chr.

Der fünfte König war Pharnakes, der das Königreich erweiterte und die Hauptstadt von Amaseia nach Sinope verlegte. Er war der erste der pontischen Könige, der diplomatischen Kontakt mit Rom hatte. Am Ende seiner Herrschaft um ca. 155 v. Jh. spannte sich das Königreich von Amasra bis nach Cerasus.

#### Mithridates IV. Philopator Philadelphos
Der sechste Herrscher, Mithridates IV. Philopator Philadelphos, war der Bruder von Pharnakes. Der Antritt seiner Herrschaft ist nicht genau bekannt. Es ist überliefert, dass er Attalos II. im Kampf gegen Prusias II. von Pergamon unterstützt hat. Er schlug aber einen wesentlich weniger aggressiven Kurs in der Außenpolitik ein als sein Vorgänger. Eine Inschrift auf dem Kapitol erinnert an seine Freundschaft und das Bündnis mit Rom.

#### Mithridates V. Euergetes
Mithridates V. Euergetes war der Sohn von Pharnaces. Seine Frau, Laodike, dürfe die Tochter von Antiochos IV. gewesen sein. Im Jahr 149 v. Chr. unterstützte er Rom im dritten Punischen Krieg und 133–129 v. Chr. gegen Aristonikos. Als Dank wurde ihm Phrygien übergeben. In Rom wurde diese Geste kontrovers diskutiert und Gaius Sempronius Gracchus warf ihm vor, römische Politiker zu bestechen. Mithridates V. Euergetes war der erste König, der wichtige Positionen von Griechen besetzen ließ. Der König wurde 123 v. Chr. in Sinope ermordet.

#### Mithridates VI. Eupator

Alter Orient um 100 v. Chr.

Unter dem letzten pontischen König, Mithridates VI. Eupator erlebte das Königreich seine Blüte und seinen Untergang. In drei militärischen Konflikten mit dem Römischen Reich forderte er die Herren der westlichen Welt heraus. Die Mithridatischen Kriege dauerten beinahe 30 Jahre und endeten mit dem Sieg Roms und dem Ende des Königreichs.

### Nach dem Königreich

Alter Orient um Christi Geburt

Der westliche Teil des Königreichs wurde von den Römern annektiert und zum neuen Territorium der römischen Doppelprovinz Bithynia et Pontus erklärt. Der östliche Teil des Reichs und das Bosporanische Reich existierten vorerst als Klientelstaat weiter. Während des Bürgerkriegs zwischen Cäsar und Pompeius griff der Herrscher des Bosporanischen Reichs Pharnakes II., der Sohn von Mithridates VI. Eupator, 48 v. Chr. die Römer mit dem Ziel an, Pontos zurückzuerobern. Nach einer Niederlage der Römer bei Nikopolis besiegte Cäsar in der Schlacht bei Zela Pharnakes II. und stellte die vorherigen Machtverhältnisse wieder her.

## Gesellschaft
Am Ende des 2. Jahrhunderts und zu Beginn des 1. Jahrhunderts v. Chr. hat es überall in Kleinasien verstreut griechische Städte gegeben. Mit dem Seleukidenreich wurde die Grenze zwischen griechischer Zivilisation und ländlichem Anatolien im Landesinnern aufgeweicht. Doch die Monarchien von Pontos, Kappadokien und Armenien waren in diesen Prozess nicht einbezogen.
Die Dynastie in Pontos war persisch geprägt und mit ihr der größte Teil des Landes. Griechische Städte gab es an der Küste zum Schwarzen Meer und das Innere des Landes wurde dominiert von Burgen, Dörfern und Bauernhöfen mit Weideland. Herren und Bauern lebten in einem feudalen Verhältnis zueinander. Doch das Königreich Pontos liegt zeitlich auch im Hellenismus. Es wäre deshalb von besonderem Interesse, wie die griechische und orientalische Kultur im Königreich zum Ausdruck gekommen ist. Manche Meinungen gehen von einer vollständigen griechischen Durchdringung aus, die bis in die hintersten Täler des Reichs gereicht habe. Dies sei eine bewusste Politik der pontischen Könige gewesen. Andere sehen ein Konglomerat von verschiedenen ethnischen Kulturen, die über eine persisch geprägte Dynastie zusammengehalten wurden, die sich als sehr flexibel erwiesen hat.
In einer neueren Studie werden die Parameter, die sich als Indikatoren für die Durchdringung des Hellenismus eignen, genannt. Es sind dies Sprache, Namenskunde, Mythen, Kalender, kulturelle und politische Institutionen und soziale Veränderungen. Um verbindliche Aussagen machen zu können, fehlen aber für das Königreich Pontos immer noch Quellenbelege.

## Verwaltung
Es ist überliefert, dass Gnaeus Pompeius Magnus im Innern des besiegten Königreich Pontos viele Städte gegründet hat. Es wurde dabei automatisch angenommen, dass unter den Mithridaten Städte nur spärlich vorhanden waren und dass sie selbst auch keine neuen gegründet hätten. Neuere Erkenntnisse zeigen, dass der römische Feldherr den schon vorher besiedelten Gebieten den Charakter von griechischen Städten gegeben hat und damit die bisherigen existierenden administrativen Strukturen des Königreichs zerschlagen konnte.
Als Beleg einer zentralen Verwaltung im Königreich Pontos wird vorgeschlagen, die Reichsprägung von Münzen zu nehmen. Zehn verschiedene Standorte in Pontos mit dem Fluss Halys als Grenze könnten einheitliche Münzen hergestellt haben: Amaseia, Amisos, Chabakta, Gazioura, Kabeira, Komana, Laodikeia, Pharnakeia, Pimolisa und Taulara. Dazu kämen drei Standorte jenseits des Halys: Sinope, Amastris und wahrscheinlich Dia westlich von Herakleia. Allen Standorten gemeinsam sind starke Befestigungen. Ein paar davon geben keine Hinweise auf ein städtisches Leben und zwei davon (Chabakta und Taulara) verschwinden nach der Eroberung der Römer von der Bildfläche. Es wird vermutet, dass alle diese Orte eine administrative Rolle im Königreich Pontos gespielt haben.
Strabon beschreibt die Administration von Kappadokien, das in zehn Bezirke (strategiai) unterteilt war. An vielen Stellen hebt er Ähnlichkeiten zwischen dem Königreich und Kappadokien hervor. Man geht deshalb stark davon aus, dass unter den Mithridaten ähnliche Strukturen vorhanden waren, obwohl es dafür unmittelbar keine Belege gibt, und vermutet, dass die Orte der Reichsprägungen die Sitze der Präfekten (strategos) gewesen sind. Als Netzwerk dienten die überall im Land verteilten Festungen, die nach der Eroberung der Römer keine Funktionalität mehr hatten, sondern im Gegenteil eine Bedrohung darstellten.
Eine Studie aus dem Jahr 1974, die alle bekannten Personen am pontischen Königshof unter Mithridates VI. Eupator auflistet, zählt Generäle und andere militärische Offiziere auf. Dazu kommen noch Philosophen, ein Hofmusiker, sein Parfümeur und der Leibarzt. Administrative und religiöse Amtsinhaber werden nicht aufgeführt. Eunuchen spielten offenbar eine große Rolle am Hof und in der Administration. Der berühmteste ist Bacchos, der von Mithridates VI. Eupator angesichts der drohenden Niederlage den Auftrag erhielt, die Frauen im Palast zu töten. Aber andere Namen fehlen, als hätten sie nicht existiert.

## Religion
Die Vielschichtigkeit der Gesellschaft im pontischen Königreich kommt in der Religion zum Ausdruck. Es sind lokale, iranische, griechische, ägyptische und später, nach dem Fall des Königreichs, römische Einflüsse nachgewiesen. Gottheiten, die sich von einer kulturellen Umgebung zu einer anderen verpflanzen, ändern ihre Eigenschaften, ihr Aussehen und graduell ihre Identität. Ob ein Synkretismus vorliegt, muss bei jeder Gottheit individuell untersucht werden. In einer Untersuchung von Artemis Anaïtis und Mên im Königreich Pontos wird festgestellt, dass es Hinweise auf eine graduelle Adaption von ursprünglichen Eigenschaften mit lokalen Eigenheiten der Umgebung gibt. Es ist also bei den beiden Gottheiten nicht zu einem Synkretismus im Königreich Pontos gekommen.
Eine Besonderheit stellen die Tempelbezirke, von den Historikern oft auch Tempel-Staaten genannt, dar. Die bekanntesten Tempelbezirke des Königreichs Pontos sind Ameria, Komana Pontika und Zela, die in der Zentralregion des Königreichs beheimatet waren. Der Zeitgenosse Strabon bezeichnet sie als Dorfstadt (Ameria), heiliger Bezirk (Zela) und Stadt (Komana Pontika).
Es besteht kein Zweifel, dass zu Strabons Zeiten die wichtigsten öffentlichen religiösen Riten in der pontischen Region noch von den Achaemiden abstammten. Sie wurden von den Mithridaten gefördert und im Gegenzug verstärkten diese die Legitimität der Dynastie. In den Münzen zeigt sich, wie die Mithridatischen Könige die vielschichtige Kultur ihres Reichs vereinen und an ihre Dynastie binden konnten.

### Gottheiten
Der Historiker Eckart Olshausen hat die Gottheiten und deren Bedeutungen für die Region zusammengestellt. Die meisten der aufgeführten Götter und Göttinnen tragen griechische Namen wie zum Beispiel Ares, Athene, Dionysos, Helios, Hera und Zeus. Mithridates VI. Eupator förderte die Verehrung in seinem Reich. Man vermutet, dass er damit die Sympathien der griechischen Bevölkerung gewinnen wollte. So erhielt zum Beispiel der Kult des Apollon, einer der beliebtesten Götter am Schwarzen Meer, offiziellen königlichen Status. Dazu kamen ägyptische (Serapis und Isis), persische und lokale Gottheiten wie Anaitis, Ma und Men Pharnaku. Griechische Helden (Perseus und Herakles) spielten eine große Rolle bei den Mithridaten.
Von den insgesamt vierzig aufgeführten Götter und Göttinnen der Studie sind für die Zeit des Königreichs Pontos achtzehn von Bedeutung. Von den als bedeutungsvoll eingestuften Gottheiten wurden elf von den Mithridaten gefördert. Im Folgenden sind einige ausgewählte Gottheiten beschrieben.

#### Anaïtis
Strabon erzählt von einer Identität, die armenische, medische, persische und anatolische Typen derselben Gottheit vereint. Er nennt sie Anaïtis, die hellenistische Form von Anahita. Die gleiche Identität wird auch „Artemis Persike“, „Persische Diana“, „Artemis Medeia“, „Thea Anaïtis“, „Meter Anaïtis“, „Artemis Anaïtis“ oder „Thea Megiste Anaeitidi Barzochara“ genannt. Anaïtis hat ursprünglich persische Wurzeln, was in der Forschung nicht unbestritten ist. Im Verlauf der Zeit unterstützten die verschiedenen Namen, Polyonymie genannt, den Prozess der jeweiligen kulturellen Umgebung, die Gottheit mit lokalen Attributen und Funktionen auszustatten und ihre Macht zu erhöhen.
In Anatolien hatten iranische Traditionen und Ethnien während der gesamten hellenistischen bis weit in die römische Zeit Bestand. Anaïtis wurde aber nicht nur von der zurückgedrängten persischen Elite, sondern auch von gemischten Gemeinschaften verehrt. Der Grund könnte in strukturellen Veränderungen liegen, die seit Beginn des Hellenismus stattgefunden haben. Die Anaïtis-Verehrungen in Anatolien verloren den Kontakt zu den persischen Zentren und erhielten den Charakter von „Diaspora-Kultstätten“. Die Isolation führte zu Veränderungen in der religiösen Ausrichtung und der Kult öffnete sich gegenüber fremden Einflüssen. Die Verehrung wandelte sich von einem auf eine Ethnie basierten Religionssystem zu einem „universellen“ Glaubenssystem, das göttliche Erscheinungen, persönlichen Kontakt und metaphysische Macht beinhaltete.
Anaïtis war der Kultmittelpunkt des Priesterstaates Zela. Strabon führt ein großes Fest, das in Zela gefeiert wurde, auf den Sieg eines persischen Feldherrn über die Saken zurück. Nach einer anderen Überlieferung ist das Fest von Babylon aus mit dem Anaïtis-Kult in ganz Vorderasien verbreitet worden.

#### Dionysos

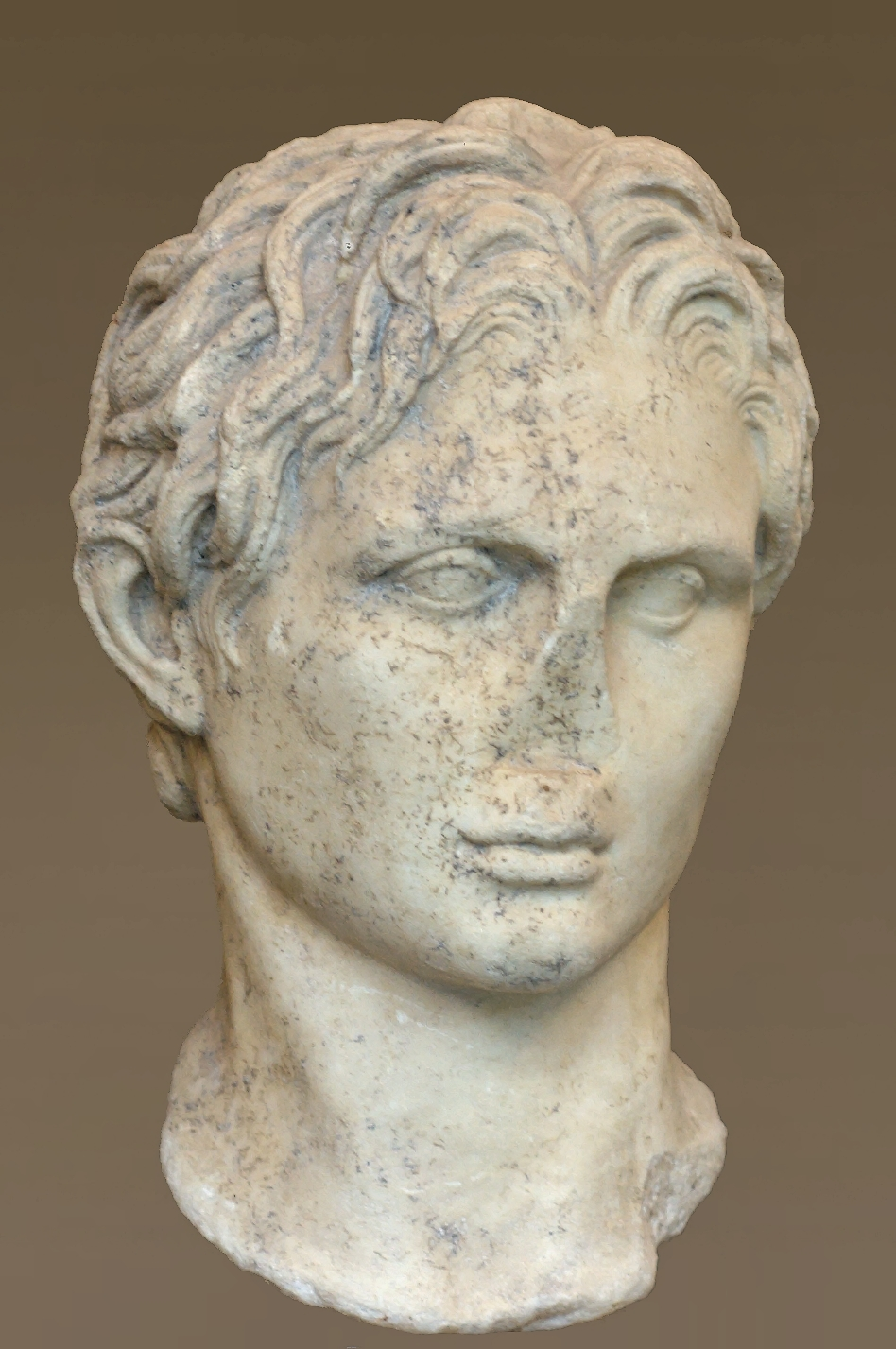
Alexander Schwarzenberg: Zuerst als Alexander der Große, später als Mithridates VI. Eupator identifiziert

Dionysos wurde als Fruchtbarkeitsgott in verschiedenen griechischen Küstenstädten des Königreichs verehrt. Ein Dionysos-Kult ist vereinzelt seit dem 3. Jh. v. Chr. von Amisos überliefert und ist dort ab dem 2. Jh. v. Chr. populär geworden. Als Gott des Weinanbaus und der Landwirtschaft wurde er in der Stadt mit ihrem fruchtbaren Hinterland sehr geschätzt. Untersuchungen der überlieferten Terrakotta-Figuren aus Amisos zeigen, wie beliebt die Gottheit als Thema bei Masken und Protomen gewesen ist. Dionysos wurde meistens jung und in zwei Ausführungen (Dionysos Taurus und Dionysos Botrys) dargestellt, die ihn als Sohn von Zeus und als Hüter des Weins auswiesen.
Ein Dionysos-Kult ist ebenfalls in Kerasus und Trapezus nachgewiesen. Das Hinterland von Trapezus war ebenfalls sehr fruchtbar und die Stadt stolz auf ihren Weinanbau.
Der letzte pontische König, Mithridates VI., führte neben Eupator früh auch den Beinamen Dionysos. Der Name ist zwar auf den Münzen nicht aufgeführt, dafür ist der Gott selber oder seine Attribute wie Cista, Thyrsos oder Panther dargestellt. Mithridates VI. Eupator hat sich häufig als Dionysos in Anlehnung an die Alexandermünzen mit ähnlichem Haarstil, etwas geöffnetem Mund und aufwärts gerichtetem Blick darstellen lassen, um seine Abstammung vom berühmten makedonischen Herrscher zu betonen. Porträts von Mithridates VI. Eupators waren denjenigen Alexanders derart ähnlich, dass sie sogar in der Forschung im Fall der Büste des „Alexander Schwarzenberg“ zur Verwechslung geführt haben.

#### Ma
Die Verehrung der Ma wird vom Geographen Strabon sowie durch Münzen und Inschriften überliefert. Sie wird mit der griechischen Göttin Enyo und der römischen Bellona identifiziert.
Ma ist eine kriegerische Göttin, die mit Schild und Strahlenkranz dargestellt wird. Sie gilt als „Siegesgöttin“. Wann sie genau in Anatolien aufgetaucht ist, ist unbekannt.
Bekanntester Wallfahrtsort der Ma war der Tempelbezirk Komana Pontika. Zweimal im Jahr fanden dort große Fester statt, bei denen die Kultstatue in einer Prozession aus dem Tempel geführt wurde. Die Gottesdienste für Ma beschreibt Strabon als ekstatisch. Ein besonderes Merkmal der Verehrung war die Tempel-Prostitution, die Strabon ausführlich beschreibt und er erzählt, wie eine Tochter eines armenischen Adligen ihre Dienste der Göttin geweiht hatte.

#### Men Pharnaku
Men ist der Gott des Mondes und trägt auf seiner Schulter immer einen Sichelmond, das sein Wahrzeichen ist. Gekleidet ist er in phrygischer Kleidung mit Kappe, Hosen, Stiefeln und Mantel.
Eine Studie beschreibt die Gottheit als „Men: a Neglected Cult of Roman Asia Minor“. In einer eindrücklichen Karte werden die vielen Kultorte für Men in westlichen Teil von Kleinasien dargestellt. Die Gottheit ist über Inschriften und Münzen überliefert. Ergänzt wird das Quellenmaterial mit Terrakotta- oder Bronze-Statuen, Schmucksteinen und einigen wenigen Kunstgegenständen. Mit über 450 Münztypen aus beinahe 66 Städten oder Regierungsstellen hat der Kult eine Präsenz im westlichen Kleinasien, die die meisten der anderen sogenannten „orientalischen“ Götter in den Schatten stellt.
Die in der Studie dargestellte Verbreitung der Kultstandorte nimmt gegen Osten ab und im Königreich Pontos ist einzig Pharnakeia (Ameria (Pontos)) als Kultort registriert. Die Bedeutung des dortigen Namens Men Pharnaku ist umstritten. Meistens wird Pharnaku als Genitiv betrachtet und der Beiname als Men des Pharnakes, des fünften Königs von Pontos, gelesen. Es gibt keine archäologischen Belege für Men, aber es existieren Münzen von ihm, die in Pharnakeia geprägt wurden.
Auf den pontischen Münzen ist häufig eine Mondsichel mit einem achtzackigen Stern zu sehen. Die beiden Zeichen werden Men und Zeus Stratios, der mit dem persischen Gott Ahura Mazda identifiziert wird, zugeschrieben. Sie treten so oft auf, dass von einem Mithridatischen „Familienwappen“ gesprochen wird. Andere Forscher weiteten die Symbolik auf das ganze Königreich Pontos aus.
Eckhart Olshausen stellt dazu die Frage:

„Wenn wir also die Mondsichel dem pontischen Men, den Stern dem iranischen Ahura Mazda zuordnen, haben wir es eventuell bei der Kombination beider Symbole mit dem Versuch der Anbindung der beiden wichtigsten ethnischen Elemente in Pontos an das Königshaus der Mithriadatischen zu tun?“

#### Nike
Die Siegesgöttin Nike wurde im Königreich Pontos auf Münzen dargestellt. Die Städte Amisos, Komana Pontika, Kabeira und Laodikeia stellten die Münzen im Auftrag des Königs Mithridates VI. her, so dass von einer einheitlichen Reichsprägung gesprochen werden kann. Von einem eigentlichen Nike-Kult kann nicht ausgegangen werden. Die Münzen verweisen mit dem auf der Vorderseite dargestellten Gorgoneion im Zentrum auf die Perseus-Sage hin und damit auf den mystischen Ursprung des Königshauses und dessen Abstammung von den persischen Königen.

#### Perseus
Perseus gilt als Stammvater der persischen Könige. Mit dem Anspruch der Mitridaten auf königliche persische Vorfahren wurde er deshalb als Gründer der Dynastie dargestellt. Deshalb gibt es viele Bezüge auf die Perseus-Sage auf Münzen sowohl der Könige und als auch auf den Reichsprägungen. Das Porträt des Perseus nimmt manchmal deutlich individuelle Züge an, die auf Mithridates VI. verweisen. Die Apotheose tritt später zugunsten der Apotheose als Herakles zurück.

#### Zeus

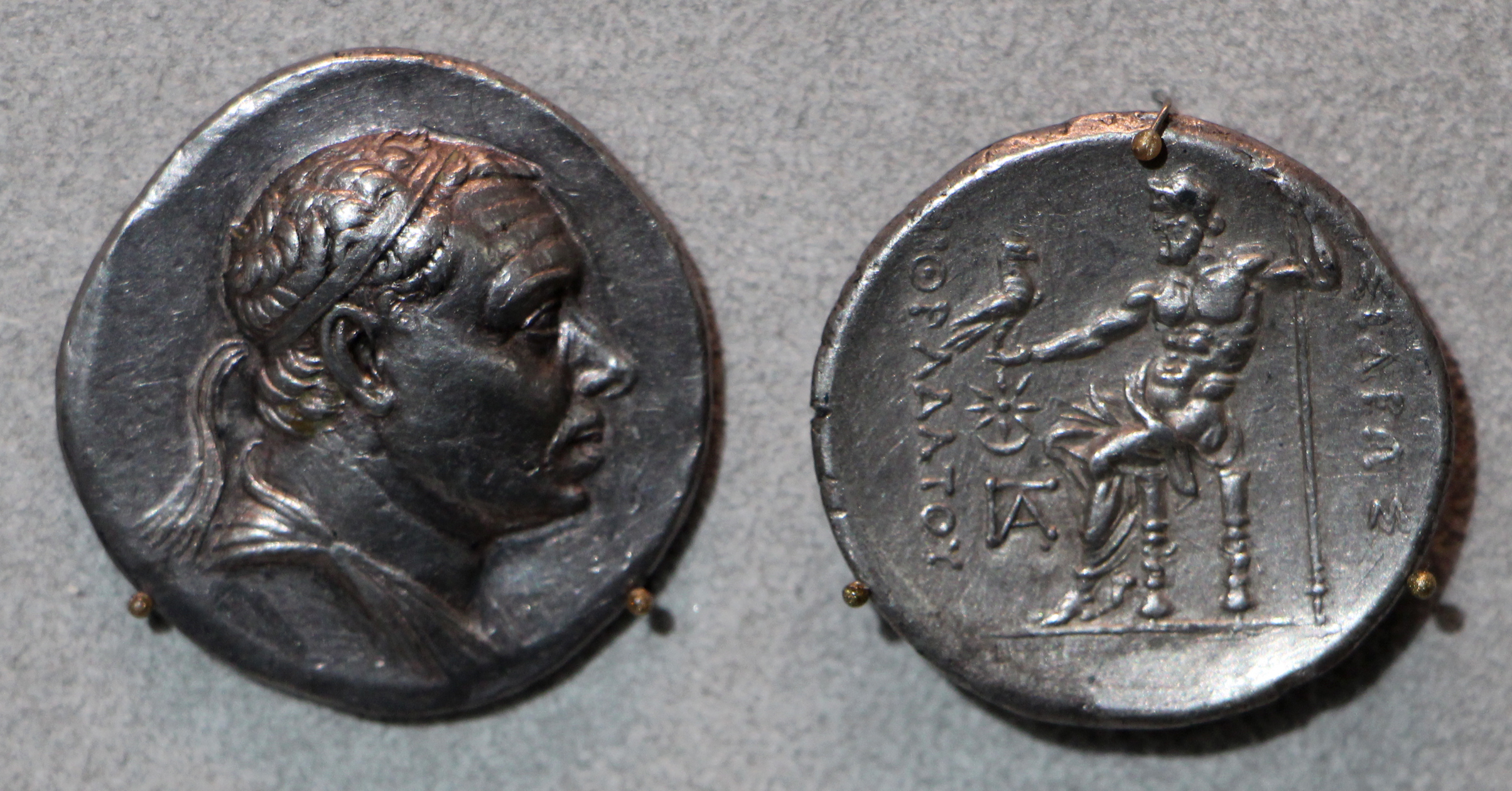
Münze des Mithridates III. mit Zeus auf der Rückseite. Zu beachten ist der Stern und Sichelmond unter dem Adler, die als Familienwappen der Mithridaten gelten

Man ist versucht, die Nähe zu Zeus an die Figur von Mithridates VI. Eupator zu binden. Das wäre nicht korrekt, da bereits unter der Regierung von Mithridates III. Münzen überliefert sind, die ihn mit Zeus und seine Gattin Laodike mit Hera in Verbindung bringen und die beiden Gottheiten als Beschützer der Mithridatischen Dynastie assoziieren. Die Verbindung zu den höchsten griechischen Gottheiten wurde von Mithridates IV., V. und VI. weitergeführt.
Zeus hatte viele Beinamen in Pontos und wurde mit vielen Attributen ausgestattet, aber seine zentrale Bedeutung war die des Beschützers: Beschützer von Häusern, Dörfern und Städten, von Mauern, Befestigungen und Schlössern. Er beschützte auch das Korn und das Volk vor Naturgewalten.
Im Königreich Pontos kulminierte Zeus zu Zeus Soter, der speziell in den griechischen Städten verehrt wurde. Aber der offizielle Kult fand in Zeus Stratios ihren Ausdruck. Appian berichtet, wie Mithridates VI. Eupator ihm ein Opfer darbrachte:

„Dieser [Mithridates] brachte, nachdem er auch die in Kappadokien befindlichen, sämmtlichen Besatzungen des Murena angegriffen und vertrieben hatte dem Kriegs-Jupiter auf einem hohen Berge ein von seinen Vorfahren angeordnetes Opfer, wozu er einen hohen Holzstoß aufgehäuft hatte. Zu ihm wird zuerst von den Königen Holz herbeigetragen, dann ringsherum ein zweiter niedrigerer Holzstoß errichtet, auf den höheren Milch, Honig, Wein, Öl und alle Arten von Räucherwerk geschüttet, auf den niedrigen Brod und Zukost zu einem Mahle für die Anwesenden gelegt (in welcher Weise auch die Könige von Persien in Pasargada ein Opferfest veranstalteten) und das Holz angezündet. Die Flamme wird wegen ihrer Größe tausend Stadien weit von den Schiffern erblickt und man soll sich wegen der Hitze der Luft mehrere Tage nicht nähern können. Dieses Opferfest feierte also der König nach der Sitte seiner Väter.“

Quellen weisen darauf hin, dass Zeus Stratios von Persen, Anatoliern, Griechen und – nach der Niederlage des Königreichs – von Römern verehrt wurde. Griechen identifizierten ihren höchsten Gott mit lokalen anatolischen Gottheiten, die Mithridaten dagegen mit Ahura Mazda. Das Ergebnis war ein griechisch-iranischer Kult von Zeus Stratios mit sowohl anatolischen als auch persischen Eigenschaften.

### Tempelbezirke
Die Ursprünge der Tempelbezirke des Königreichs Pontos gehen vermutlich noch auf die Hethiter zurück. Unter den Mithridaten behielten sie ihre wirtschaftliche und politische Unabhängigkeit und wurden von diesen gefördert. Sie verfügten über ein eigenes Einkommen und verwalteten das Gebiet autonom. Das Gebiet des Tempelbezirks schloss wahrscheinlich auch Land ein, dass einer unabhängigen Landbevölkerung gehörte: einzelne Dorfgebiete, Vereinigungen von Dorfgebieten und Land von Volksstämmen. Der Reichtum unter göttlichem Schutz führte dazu, dass die Tempelbezirke eine wichtige Rolle im wirtschaftlichen Leben der Region spielten. Einkommen und Steuern wurden als Leihen an Dörfer und Einzelpersonen eingesetzt, so dass die Tempelbezirke quasi als „Tempelbanken“ funktionierten.
Priester waren für die Verwaltung der Tempelbezirke zuständig und kamen gleich nach dem König. Das Amt des Oberpriesters war ein Geschenk des Königs für besondere Verdienste. Dorylaos zum Beispiel, ein ferner Verwandter von Strabon erhielt das Amt des Oberpriesters von Mithridates VI. Eupator für seine Verdienste. Geweihte Sklaven, Hierodulen genannt, verrichteten die Arbeit im Bezirk. Sie unterstanden dem Oberpriester und gehörten dem Tempel. Deshalb durften sie nicht verkauft werden. Neben den Sklaven spielten Prostituierte eine Rolle, die sich den Gottheiten Ma und Anaïtis geweiht hatten.
Die Gottheiten Anaïtis, Ma und Men Pharnaku waren im religiösen Leben des Königreichs von großer Bedeutung. Anaïtis wurde im Tempelbezirk Zela verehrt, dessen Tempel noch aus der Achämenidenzeit (4. Jh. v. Chr.) stammte. Heilige Riten, die dort durchgeführt wurden, wurden im Königreich sehr ernst genommen. Einmal pro Jahr wurde das große Festival Sakaia durchgeführt, an dem die Niederlage der Saken gefeiert wurde. Strabon überliefert es als ein Fest mit Bacchischem Charakter, an dem Männer in Skythischer Kleidung und Frauen Wein tranken und ausgelassen feierten.
Ein zweiter großer Tempelbezirk war Komana Pontika, der gleichzeitig ein wichtiger Marktplatz für die Region war. Über Inschriften aus dem 2. Jh. v. Chr. ist überliefert, dass der Bezirk ein Asylrecht hatte, heilig war und das Gebiet nicht verletzt werden durfte. Diese Aussagen werden als rechtliche Oberhoheit des Bezirks interpretiert. Der Tempel von Komana Pontika war Ma geweiht, der 6000 geweihte Sklaven dienten. Es wurden Festivals für die Gottheit durchgeführt, um die Gottheit wohlwollend zu stimmen, damit der Handel und die Entwicklung des Bezirks gedeihen konnte.
Die „Dorfstadt“ (Komepolis) Ameria als dritter bedeutender Tempelbezirk beherbergte Men Pharnaku. Gemäß Strabon war der Ort wichtig für das Königreich, weil die Könige ihren Schwur „bei des Königs Tyche und Men Pharnaku“ in diesem Tempelbezirk ablegten.
Insgesamt gibt es für die Zeit der Könige wenig Quellen über die Tempelbezirke. Die wichtigste Quelle stellt Strabon dar, der eine ausführliche Beschreibung von Komana Pontika hinterlassen hat.

## Könige von Pontos
Die Zusammenstellung der Könige basiert auf der zurzeit etablierten Meinung der Forscher. Die Schwächen und Unstimmigkeiten werden in der Forschung immer wieder diskutiert. Eine endgültige Fassung ist aufgrund der unveränderten Quellenlage noch nicht in Sicht. Details dazu sind ebenfalls in den jeweiligen Artikeln der Könige zu finden.